# Ozlabium arcadium
Ozlabium arcadium är en stekelart som beskrevs av Ian D. Gauld och David B. Wahl 2000. Ozlabium arcadium ingår i släktet Ozlabium och familjen brokparasitsteklar. Inga underarter finns listade i Catalogue of Life.